# Carroll County (Maryland)
Das Carroll County ist ein County im US-Bundesstaat Maryland. Der Verwaltungssitz (County Seat) ist Westminster. Bei der Volkszählung im Jahr 2020 hatte das County 172.891 Einwohner und eine Bevölkerungsdichte von 148 Einwohnern pro Quadratkilometer.

## Geographie
Das County wird im Norden durch die Mason-Dixon-Linie von Pennsylvania getrennt. Es hat eine Fläche von 1172 Quadratkilometern; davon sind acht Quadratkilometer (0,72 Prozent) Wasserflächen. Angrenzende Countys sind:
| Adams County (Pennsylvania) |               | York County (Pennsylvania) |
| Frederick County            |               | Baltimore County           |
|                             | Howard County |                            |

## Geschichte

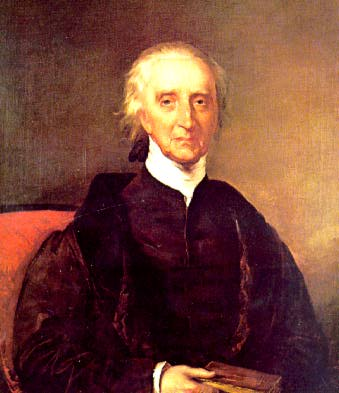
C. Carroll

Das Carroll County wurde 1837 aus Teilen des Baltimore und des Frederick Countys gebildet. Benannt wurde es nach Charles Carroll (1737–1832), einem der Gründerväter der Vereinigten Staaten.
Während des Amerikanischen Bürgerkriegs sank die Einwohnerzahl rapide, da die Bevölkerung in Pro und Kontra zur Sezession gespalten war. 1863 fanden im County entscheidende Truppenbewegungen im Rahmen um die Schlacht von Gettysburg mit rund 160.000 Mann statt.
Eine Stätte des Countys hat aufgrund ihrer geschichtlichen Bedeutung den Status einer National Historic Landmark, die Whittaker Chambers Farm. 60 Bauwerke und Stätten des Countys sind im National Register of Historic Places eingetragen (Stand 12. November 2017).

## Demografische Daten
Nach der Volkszählung im Jahr 2000 lebten im Carroll County 150.897 Menschen in 52.503 Haushalten und 41.109 Familien. Die Bevölkerungsdichte betrug 336 Personen pro Quadratkilometer. Ethnisch betrachtet setzte sich die Bevölkerung zusammen aus 95,7 Prozent Weißen, 2,3 Prozent Afroamerikanern, 0,2 Prozent amerikanischen Ureinwohnern, 0,8 Prozent Asiaten und 0,3 Prozent aus anderen ethnischen Gruppen; 0,7 Prozent stammten von zwei oder mehr Ethnien ab. Unabhängig von der ethnischen Zugehörigkeit waren 1,0 Prozent der Bevölkerung spanischer oder lateinamerikanischer Abstammung.
Von den 52.503 Haushalten hatten 39,7 Prozent Kinder unter 18 Jahren, die mit ihnen lebten. 66,5 Prozent waren verheiratete, zusammenlebende Paare, 8,3 Prozent waren allein erziehende Mütter und 21,7 Prozent waren keine Familien. 17,5 Prozent aller Haushalte waren Singlehaushalte und in 7,4 Prozent lebten Menschen im Alter von 65 Jahren oder darüber. Die durchschnittliche Haushaltsgröße lag bei 2,81 und die durchschnittliche Familiengröße bei 3,18 Personen.
27,7 Prozent der Bevölkerung war unter 18 Jahre alt, 7,0 Prozent zwischen 18 und 24, 30,6 Prozent zwischen 25 und 44, 23,9 Prozent zwischen 45 und 64 Jahre alt und 10,8 Prozent waren 65 Jahre oder älter. Das Durchschnittsalter betrug 37 Jahre. Auf 100 weibliche kamen statistisch 97,4 männliche Personen und auf 100 Frauen im Alter von 18 Jahren oder darüber kamen 94 Männer.
Das durchschnittliche Einkommen eines Haushaltes betrug 60.021 USD, das einer Familie 66.430 USD. Männer hatten ein durchschnittliches Einkommen von 44.191 USD, Frauen 30.599 USD. Das Prokopfeinkommen lag bei 23.829 USD. Etwa 2,7 Prozent der Familien und 3,8 Prozent der Bevölkerung lebten unterhalb der Armutsgrenze.

## Städte und Gemeinden
Citys
- Westminster
- Taneytown

Towns
| - Manchester - New Windsor - Union Bridge | - Hampstead - Mount Airy1 - Sykesville |

Census-designated place (CDP)
- Eldersburg

Unincorporated Communitys
- Alesia
- Arters Mill
- Avondale
- Bachman Mills
- Baile
- Bailes Mill
- Bark Hill
- Barrett
- Bethel
- Bird Hill
- Bixler
- Blacks Corner
- Bloom
- Blue Ridge View
- Bonnie Brae
- Bruceville
- Brummel
- Buckingham View
- Carroll Highlands
- Carrollton
- Cedarhurst
- Cherrytown
- Clear Ridge
- Clearfield
- Copperville
- Cranberry
- Crouse Mill
- Daniel
- Day
- Deep Run
- Deerpark
- Dennings
- Detour
- Dorceytown
- Dorsey Crossroads
- Eastview
- Ebbvale
- Englars Mill
- Fairfield
- Feesersburg
- Fenby
- Finksburg
- Flohrville
- Fountain Valley
- Franklinville
- Freedom
- Frizzellburg
- Gaither
- Galt
- Gamber
- Gist
- Glover Acres
- Gosnell
- Greenmount
- Harney
- Harrisville
- Henryton
- Hillside
- Hoffmans Mill
- Hoods Mill
- Houcksville
- Jasontown
- Johnsville
- Kalten Acres
- Keymar
- Keysville
- Klee Mill
- Lawndale
- Lees Mill
- Lineboro
- Linwood
- Longville
- Louisville
- Mairs Mill
- Maple Grove
- Maple View
- Marston
- Mayberry
- McKinstrys Mill
- Medford
- Melrose
- Mexico
- Middleburg
- Millers
- Morgan
- Mount Pleasant
- Mountain Lake View
- New Port
- Oakland
- Oklahoma
- Otterdale Mill
- Ottersdale
- Parrsville
- Patapsco
- Picketts Corner
- Pine Knoll
- Pipe Creek Mill
- Pleasant Valley
- Reese
- Ridgeville
- Roller
- Roop Mill
- Sams Creek
- Sandyville
- Shervettes Corner
- Shiloh
- Silver Run
- Simpsons Mill
- Smallwood
- Snydersburg
- Spring Mills
- Stumptown
- Sullivan Heights
- Tannery
- Taylorsville
- Timber Ridge
- Trevanion
- Tyrone
- Union Mills
- Uniontown
- Wagners Mill
- Wakefield
- Wakefield Mill
- Walden Farms
- Walnut Grove Mills
- Walnut Ridge
- Warfieldsburg
- Watersville
- Weldon
- Wentz
- Winfield
- Wolfs Mill
- Woodbine2

1 – teilweise im Frederick, Howard und im Montgomery County

2 – teilweise im Howard County